# Partecipanti al Tour of Britain 2024
Elenco dei partecipanti al Tour of Britain 2024.
Il Tour of Britain 2024 è stato la ventesima edizione della corsa. Alla competizione presero parte 18 squadre: 4 con licenza UCI World Tour 2024, 3 UCI ProTeam, 10 UCI Continental Team e 1 selezione nazionale.
Partenza con 107 atleti accreditati.

## Corridori per squadra
Nota: R ritirato, NP non partito, FT fuori tempo, SQ squalificato
| Ineos Grenadiers          | Ineos Grenadiers          | Ineos Grenadiers          | Soudal Quick-Step                | Soudal Quick-Step                | Soudal Quick-Step                | Bahrain Victorious                     | Bahrain Victorious                     | Bahrain Victorious                     |
| ------------------------- | ------------------------- | ------------------------- | -------------------------------- | -------------------------------- | -------------------------------- | -------------------------------------- | -------------------------------------- | -------------------------------------- |
| N°                        | Ciclista                  | Clas.                     | N°                               | Ciclista                         | Clas.                            | N°                                     | Ciclista                               | Clas.                                  |
| 1                         | Tobias Foss               | 45°                       | 11                               | Julian Alaphilippe               | 14°                              | 21                                     | Pello Bilbao                           | 57°                                    |
| 2                         | Ethan Hayter              | 49°                       | 12                               | Remco Evenepoel                  | 28°                              | 22                                     | Nicolò Buratti                         | 35°                                    |
| 3                         | Thomas Pidcock            | R 6ª                      | 13                               | Gil Gelders                      | 20°                              | 23                                     | Matevž Govekar                         | 39°                                    |
| 4                         | Ben Swift                 | 15°                       | 14                               | Paul Magnier                     | R 6ª                             | 24                                     | Wout Poels                             | 17°                                    |
| 5                         | Connor Swift              | 22°                       | 15                               | Gianni Moscon                    | R 6ª                             | 25                                     | Edoardo Zambanini                      | 7°                                     |
| 6                         | Ben Turner                | R 5ª                      | 16                               | Martin Svrček                    | 80°                              | 26                                     | Vlad Van Mechelen                      | 51°                                    |
| Team DSM-Firmenich PostNL | Team DSM-Firmenich PostNL | Team DSM-Firmenich PostNL | Groupama-FDJ Continental         | Groupama-FDJ Continental         | Groupama-FDJ Continental         | Decathlon AG2R La Mondiale Development | Decathlon AG2R La Mondiale Development | Decathlon AG2R La Mondiale Development |
| N°                        | Ciclista                  | Clas.                     | N°                               | Ciclista                         | Clas.                            | N°                                     | Ciclista                               | Clas.                                  |
| 31                        | Sean Flynn                | 10°                       | 41                               | Noah Hobbs                       | 60°                              | 51                                     | Tom Donnenwirth                        | 3°                                     |
| 32                        | Bjoern Koerdt             | 43°                       | 42                               | Ben Askey                        | 68°                              | 52                                     | Noa Isidore                            | 9°                                     |
| 33                        | Emīls Liepiņš             | 50°                       | 43                               | Lewis Bower                      | 65°                              | 53                                     | Antoine L'Hote                         | 16°                                    |
| 34                        | Oscar Onley               | 2°                        | 44                               | Maxime Decomble                  | 58°                              | 54                                     | Rasmus S. Pedersen                     | 23°                                    |
| 35                        | Casper van Uden           | 64°                       | 45                               | Ronan Augé                       | 36°                              | 55                                     | Baptiste Veistroffer                   | 44°                                    |
| 36                        | Oliver Peace              | 66°                       | 46                               | Joshua Golliker                  | 48°                              | 56                                     | Killian Verschuren                     | NP4ª                                   |
| Israel-Premier Tech       | Israel-Premier Tech       | Israel-Premier Tech       | Uno-X Mobility                   | Uno-X Mobility                   | Uno-X Mobility                   | Q36.5 Pro Cycling Team                 | Q36.5 Pro Cycling Team                 | Q36.5 Pro Cycling Team                 |
| N°                        | Ciclista                  | Clas.                     | N°                               | Ciclista                         | Clas.                            | N°                                     | Ciclista                               | Clas.                                  |
| 61                        | Joseph Blackmore          | 5R ª                      | 71                               | Jonas Abrahamsen                 | 12°                              | 81                                     | Mark Donovan                           | 4°                                     |
| 62                        | Simon Clarke              | 75°                       | 72                               | Erlend Blikra                    | 73°                              | 82                                     | Damien Howson                          | 47°                                    |
| 63                        | Nick Schultz              | 31°                       | 73                               | Simon Dalby                      | 56°                              | 83                                     | Jelte Krijnsen                         | 6°                                     |
| 64                        | Jake Stewart              | 13°                       | 74                               | Erik Resell                      | 67°                              | 84                                     | Joey Rosskopf                          | 55°                                    |
| 65                        | Ethan Vernon              | 61°                       | 75                               | Markus Hoelgaard                 | 38°                              | 85                                     | Rory Townsend                          | 34°                                    |
| 66                        | Stephen Williams          | 1°                        | 76                               | Sakarias Koller Løland           | 62°                              | 86                                     | Nickolas Zukowsky                      | 26°                                    |
| Lidl-Trek Future Racing   | Lidl-Trek Future Racing   | Lidl-Trek Future Racing   | Van Rysel-Roubaix                | Van Rysel-Roubaix                | Van Rysel-Roubaix                | Project Echelon Racing                 | Project Echelon Racing                 | Project Echelon Racing                 |
| N°                        | Ciclista                  | Clas.                     | N°                               | Ciclista                         | Clas.                            | N°                                     | Ciclista                               | Clas.                                  |
| 91                        | Nils Aebersold            | 18°                       | 101                              | Kévin Avoine                     | 63°                              | 111                                    | Colby Lange                            | R 3ª                                   |
| 92                        | Martin Pedersen           | 46°                       | 102                              | Rémi Capron                      | 21°                              | 112                                    | Laurent Gervais                        | 53°                                    |
| 93                        | Cole Kessler              | 69°                       | 103                              | Samuel Leroux                    | 29°                              | 113                                    | Cade Bickmore                          | R 5ª                                   |
| 94                        | Liam O'Brien              | 33°                       | 104                              | Emmanuel Morin                   | 41°                              | 114                                    | Ethan Craine                           | 87°                                    |
| 95                        | Cameron Rogers            | 86°                       | 105                              | Norman Vahtra                    | 70°                              | 115                                    | Hugo Scala                             | NP6ª                                   |
| 96                        | Paul Verbnjak             | 42°                       | 106                              | Oscar Nilsson-Julien             | R 4ª                             | 116                                    | Scott McGill                           | 90°                                    |
| Trinity Racing            | Trinity Racing            | Trinity Racing            | Sabgal-Anicolor                  | Sabgal-Anicolor                  | Sabgal-Anicolor                  | Saint Piran                            | Saint Piran                            | Saint Piran                            |
| N°                        | Ciclista                  | Clas.                     | N°                               | Ciclista                         | Clas.                            | N°                                     | Ciclista                               | Clas.                                  |
| 121                       | Robert Donaldson          | 11°                       | 131                              | Mathias Bregnhøj                 | 8°                               | 141                                    | Rowan Baker                            | 77°                                    |
| 122                       | Callum Thornley           | 37°                       | 132                              | Julius Johansen                  | 25°                              | 142                                    | James McKay                            | 82°                                    |
| 123                       | Joseph Pidcock            | 79°                       | 133                              | André Carvalho                   | R 3ª                             | 143                                    | Joshua Ludman                          | 40°                                    |
| 124                       | Fergus Browning           | 27°                       | 134                              | Oliver Rees                      | 24°                              | 144                                    | Bradley Symonds                        | 52°                                    |
| 125                       | Dean Harvey               | 84°                       | 135                              | Duarte Domingues                 | 72°                              | 145                                    | Oliver Wood                            | 81°                                    |
| 126                       | Alex Beldon               | 76°                       | 136                              | Jaime Castrillo                  | R 3ª                             | 146                                    | Dylan Westley                          | 32°                                    |
| Global 6 United           | Global 6 United           | Global 6 United           | Rembe Pro Cycling Team Sauerland | Rembe Pro Cycling Team Sauerland | Rembe Pro Cycling Team Sauerland | Selezione britannica                   | Selezione britannica                   | Selezione britannica                   |
| N°                        | Ciclista                  | Clas.                     | N°                               | Ciclista                         | Clas.                            | N°                                     | Ciclista                               | Clas.                                  |
| 151                       | Giacomo Ballabio          | NP6ª                      | 161                              | Jacob Scott                      | 71°                              | 171                                    | Max Greensill                          | 59°                                    |
| 152                       | Ronan O'Connor            | R 3ª                      | 162                              | Paul Wright                      | 19°                              | 172                                    | Louis Sutton                           | R 6ª                                   |
| 153                       | Callum Ormiston           | R 2ª                      | 163                              | Lennart Voege                    | 89°                              | 173                                    | Ben Wiggins                            | 78°                                    |
| 154                       | Wesley Mol                | 85°                       | 164                              | Yago Aguirre                     | 54°                              | 174                                    | Matthew Holmes                         | 30°                                    |
| 155                       | Edouard Bonnefoix         | 91°                       | 165                              | Jonathan Rottmann                | 83°                              | 175                                    | Michael Gill                           | 74°                                    |
|                           |                           |                           | 166                              | Sebastian Niehues                | 88°                              | 176                                    | Max Walker                             | R 6ª                                   |